# (1512) Oulu
(1512) Oulu – planetoida należąca do zewnętrznej części pasa głównego asteroid okrążająca Słońce w ciągu 7 lat i 315 dni w średniej odległości 3,95 au. Została odkryta 18 marca 1939 roku w Obserwatorium Iso-Heikkilä w Turku przez Heikki Alikoskiego. Nazwa planetoidy pochodzi od fińskiego miasta Oulu, miejsca urodzenia odkrywcy. Przed nadaniem nazwy planetoida nosiła oznaczenie tymczasowe (1512) 1939 FE.